# Oramiella wisei
Oramiella wisei — вид павуків родини Agelenidae.

## Поширення
Ендемік Нової Зеландії.